# Seznam prelomov v Sloveniji
To je seznam prelomov in prelomnih con v Sloveniji.
- Brežiški prelom
- Brežiško-Koprivniški prelom, seizmogeni prelom dinarskih smeri v JV Sloveniji
- Divaški prelom
- Dobrepoljski prelom
- Donački prelom, potencialno seizmogeni prelom v V Sloveniji
- Dobrepoljski prelom
- Dražgoški prelom
- Hochstuhlski prelom
- Idrijski prelom, seizmogeni prelom dinarskih smeri v Z Sloveniji
- Kneški prelom, prelom dinarskih smeri v SZ Sloveniji
- Košutin prelom
- Krški prelom
- Lavanttalski prelom
- Labotski prelom, seizmogeni prelom v SV Sloveniji
- Litijski prelom
- Ljutomerski prelom
- Maceljski prelom
- Mišjedolski prelom
- Mojstrovški prelom
- Novomeški prelom
- Orliški prelom
- Predjamski prelom
- Raški prelom, seizmogeni prelom dinarskih smeri v Z Sloveniji
- Ravenski prelom
- Savski prelom, prelom v osrednji Sloveniji
- Smrekovški prelom
- Stiški prelom
- Straški prelom
- Šoštanjski prelom, prelom v V Sloveniji
- Stiški prelom
- Vodiški prelom
- Vratni prelom
- Ziljski prelom
- Želimeljski prelom
- Želinski prelom
- Žužemberški prelom, prelom dinarskih smeri v JV Sloveniji